# Saint-Clément-sur-Durance
Saint-Clément-sur-Durance je francouzská obec v departementu Hautes-Alpes v regionu Provence-Alpes-Côte d'Azur. V roce 2016 zde žilo 304 obyvatel.

## Základní informace
Obec nacházející se v arrondissementu Briançon se rozkládá na ploše 25,06 km2. Nejvýše položený bod je ve výšce 2 836 m n. m. a nejnižší bod leží ve výšce 858 m n. m.  Název lokality je doložen v latinském tvaru Sanctus Clemens z roku 1124.  Dominantou obce je věž svatého Klementa, zvaná Saracénská.